# The Crusaders

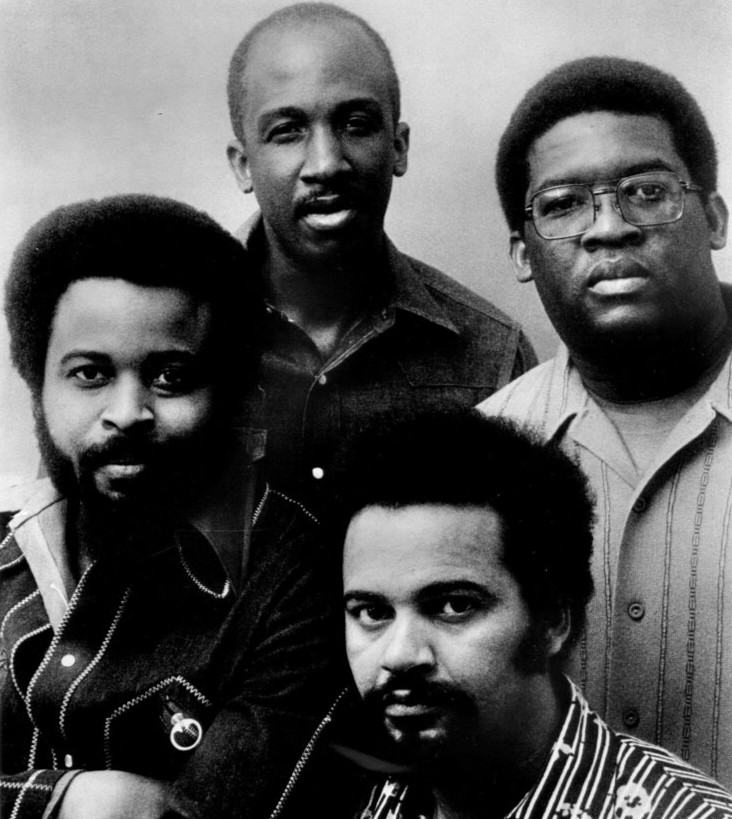
The Crusaders en 1975

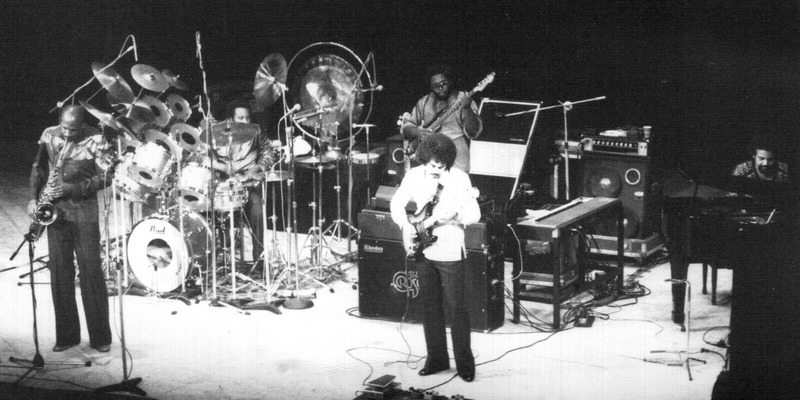
The Crusaders en París, 1978

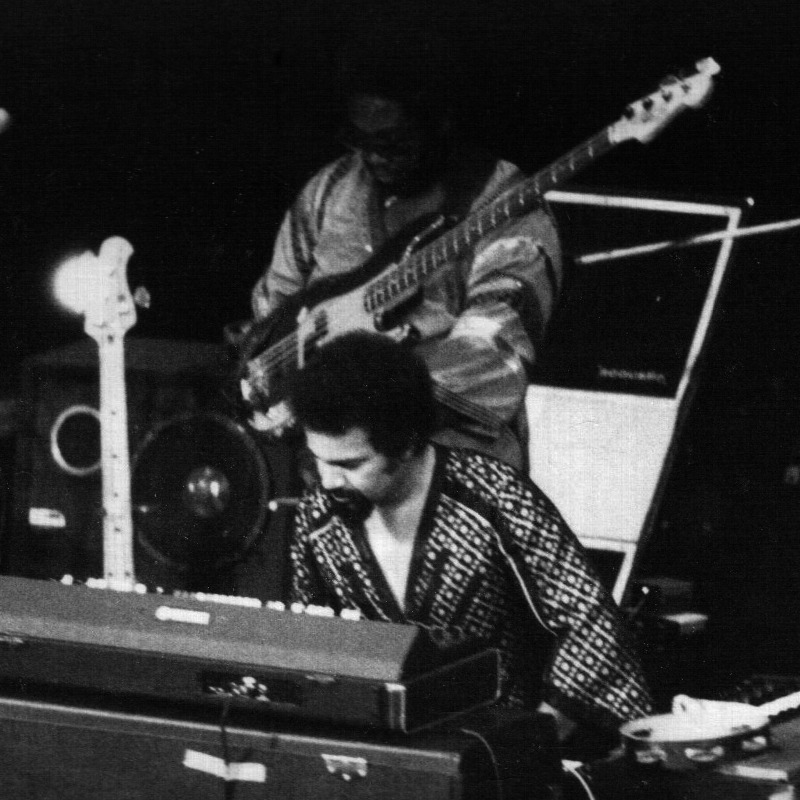
Joe Sample con The Crusaders en 1978

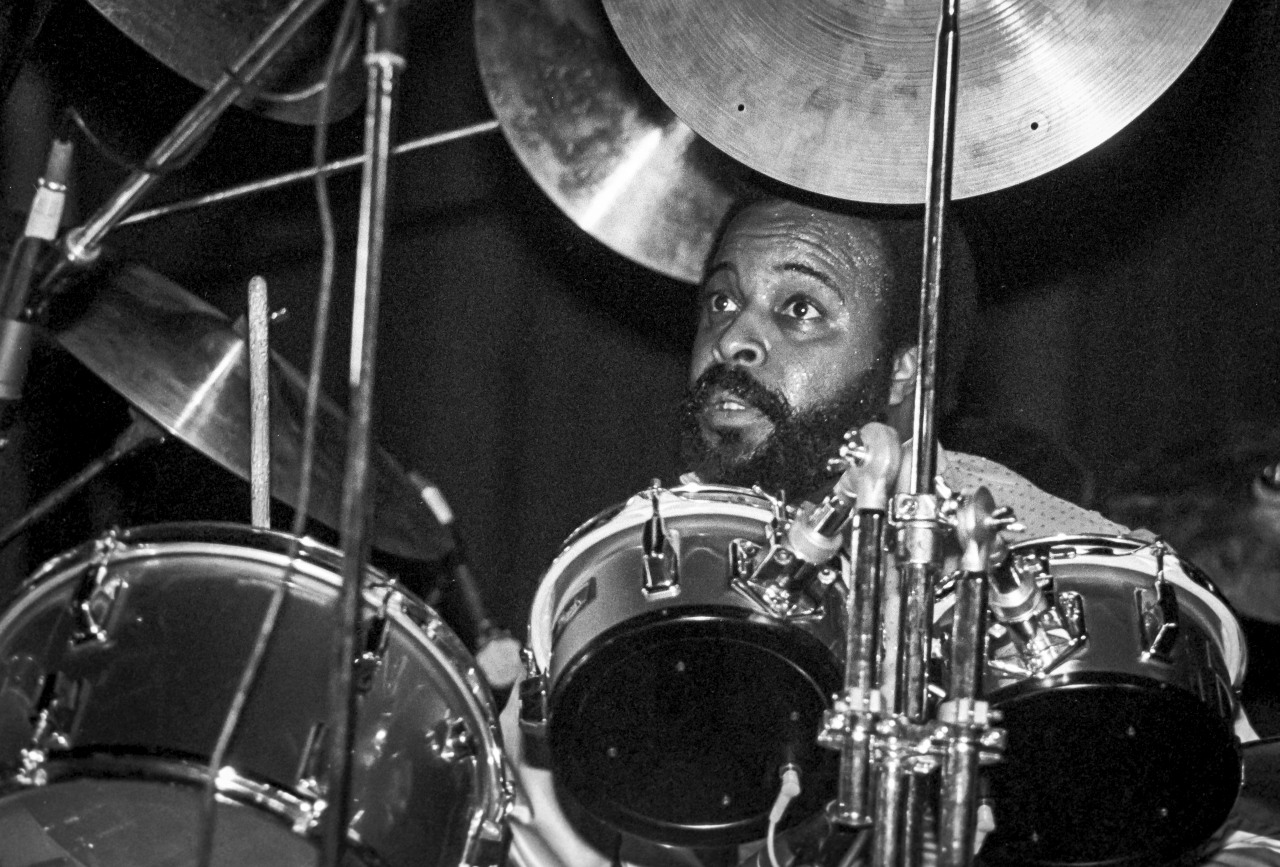
Stix Hooper con The Crusaders en 1980

The Crusaders, llamados originalmente The Jazz Crusaders, fue un grupo estadounidense de jazz fusión y funk, creado en 1961 y que han editado más de 40 álbumes.

## Historia

### Inicios
El grupo "The Jazz Crusaders" fue formado por el trombonista Wayne Henderson, el saxofonista Wilton Felder, el teclista Joe Sample y el baterista Stix Hooper, a los que se unieron el guitarrista Roy Gaines y el contrabajista Jimmy Bond, en 1961, aunque ya con anterioridad habían trabajado juntos, llegando a grabar un par de singles, bajo el nombre de "The Nite Hawks". Todos ellos eran originarios de Houston (Texas), aunque residían en California, siendo muy activos en la escena de jazz de la Costa Oeste. Su primer disco se llamó The Freedom Sound y fue publicado por el sello Pacific Jazz, que sería su compañía hasta 1969. El estilo del grupo, en esta época, oscilaba alrededor del funky jazz.

### Época de mayor éxito
En 1971, al escorarse su música hacía el r&b y el pop, modificaron su nombre eliminando la palabra "jazz" y adoptando un estilo más cercano al funk, incorporando a la banda al guitarrista Larry Carlton y al bajista Robert Popwell. La nueva tendencia crossover de la banda, hizo que sus discos comenzaran a aparecer en las listas de ventas de Billboard, consiguiendo su mayor éxito con el álbum "Street life" (1979), que consiguió alcanzar el n.º 36 en el Billboard Hot 100, y su sencillo entró en el Top 10 de R&B. Durante su época de mayor éxito, The Crusaders trabajaron como músicos de respaldo a un gran número de artistas, como Marvin Gaye, Steely Dan, Donald Fagen o Joni Mitchell.

### Reapariciones
En 1975, Henderson dejó la banda para proseguir su carrera como músico y como productor discográfico. Más tarde, 1983, Hooper también abandonó al grupo. Estos cambios modificaron la línea musical de la banda, que acabó por desaparecer a comienzos de la década de 1990. Sin embargo, en 1995, Wayne Henderson, junto a Wilton Felder y Larry Carlton, rehízo la banda para grabar una serie de discos, bajo el nombre nuevamente de "Jazz Crusaders", aunque con poca relación musical con el grupo original. La banda vuelve a deshacerse a comienzos de la década de 2000.
En 2003, serán Joe Sample y Stix Hooper, junto con Felder, quienes revivan al grupo para grabar un disco, en el que intervienen como guitarristas Eric Clapton y Ray Parker, bajo el nombre de "The Crusaders". La banda no publica más discos, pero en 2010 se produce una reunión de Sample, Felder y Henderson (sin Hooper), para realizar una gira.

## Discografía[2]

### Álbumes

#### Álbumes comoThe Jazz Crusaders
| Año  | Título                               | Tipo de Grabación | Discográfica | Referencia original |
| ---- | ------------------------------------ | ----------------- | ------------ | ------------------- |
| 1961 | Freedom Sound                        | Estudio           | Pacific Jazz | ST-27               |
| 1962 | Lookin' Ahead                        | Estudio           | Pacific Jazz | ST-43               |
| 1962 | The Jazz Crusaders at the Lighthouse | Concierto         | Pacific Jazz | ST-57               |
| 1963 | Tough Talk                           | Estudio           | Pacific Jazz | ST-68               |
| 1963 | Heat Wave                            | Estudio           | Pacific Jazz | ST-76               |
| 1963 | Jazz Waltz (con Les McCann)          | Estudio           | Pacific Jazz | ST-81               |
| 1964 | Stretchin' Out                       | Estudio           | Pacific Jazz | ST-83               |
| 1965 | The Thing                            | Estudio           | Pacific Jazz | ST-87               |
| 1965 | Chile Con Soul                       | Estudio           | Pacific Jazz | ST-20092            |
| 1966 | Live at the Lighthouse '66           | Concierto         | Pacific Jazz | ST-20098            |
| 1966 | Talk That Talk                       | Estudio           | Pacific Jazz | ST-20106            |
| 1966 | The Festival Album                   | Concierto         | Pacific Jazz | ST-20115            |
| 1967 | Uh Huh                               | Estudio           | Pacific Jazz | ST-20124            |
| 1968 | Lighthouse '68                       | Concierto         | Pacific Jazz | ST-20131            |
| 1968 | Powerhouse                           | Estudio           | Pacific Jazz | ST-20136            |
| 1969 | Lighthouse '69                       | Concierto         | Pacific Jazz | ST-20165            |
| 1970 | Give Peace a Chance                  | Estudio           | Liberty      | LST-11005           |
| 1970 | Old Socks, New Shoes                 | Estudio           | Chisa        | CS-804              |

#### Álbumes comoThe Crusaders
| Año  | Título                     | Tipo de grabación | Discográfica | Referencia original |
| ---- | -------------------------- | ----------------- | ------------ | ------------------- |
| 1971 | Pass the Plate             | Estudio           | Chisa        | CS-813              |
| 1972 | Hollywood                  | Estudio           | MoWest       | MW-118L             |
| 1972 | 1                          | Estudio           | Blue Thumb   | BTS-6001            |
| 1973 | The 2nd Crusade            | Estudio           | Blue Thumb   | BTS-7000            |
| 1973 | Unsung Heroes              | Estudio           | Blue Thumb   | BTS-6007            |
| 1974 | Scratch                    | Concierto         | Blue Thumb   | BTS-6010            |
| 1974 | Southern Comfort           | Estudio           | Blue Thumb   | BTSY-9002           |
| 1975 | Chain Reaction             | Estudio           | Blue Thumb   | BTSD-6022           |
| 1976 | Those Southern Knights     | Estudio           | Blue Thumb   | BTSD-6024           |
| 1977 | Free as the Wind           | Estudio           | Blue Thumb   |                     |
| 1978 | Images                     | Estudio           | Blue Thumb   | BA-6030             |
| 1979 | Street Life                | Estudio           | MCA          |                     |
| 1980 | Rhapsody and Blues         | Estudio           | MCA          |                     |
| 1981 | Ongaku Kai - Live In Japan | Concierto         | Crusaders    | CRP-16002           |
| 1981 | Standing Tall              | Estudio           | MCA          | 5254                |
| 1982 | Royal Jam                  | Concierto         | MCA          | 2-9017              |
| 1984 | Ghetto Blaster             | Estudio           | MCA          |                     |
| 1986 | The Good And The Bad Times | Estudio           | MCA          | 5781                |
| 1988 | Life in the Modern World   | Estudio           | MCA          | 42168               |
| 1991 | Healing the Wounds         | Estudio           | GRP          |                     |

#### Álbumes de las distintas reuniones posteriores de la banda
| Año  | Título                                                                         | Tipo de Grabación     | Discográfica   | Referencia original |
| ---- | ------------------------------------------------------------------------------ | --------------------- | -------------- | ------------------- |
| 1995 | Happy Again                                                                    | Estudio               | Sin-Drome      | 9950322             |
| 1996 | Louisiana Hot Sauce                                                            | Estudio               | Sin-Drome      | SD-8924             |
| 1998 | Breakin' Da Rulz!                                                              | Estudio               | Indigo Blue    | 4634170792          |
| 2000 | Power Of Our Music - The Endangered Species Cookin' Live, Wild In South Africa | Concierto             | Indigo Blue    | 1144790972          |
| 2003 | Soul Axess                                                                     | Estudio               | True Life Jazz |                     |
| 2003 | Rural Renewal                                                                  | Estudio               | PRA/Verve      |                     |
| 2004 | Live In Japan 2003 (Lanzado solo en Japón)                                     | Concierto             | PRA            | VACM-1252           |
| 2006 | Alive In South Africa                                                          | Concierto (Reedición) | True Life Jazz |                     |
| 2008 | Kick the Jazz Jazz in the Hip-Hop Generation                                   | Estudio               | WMGW           |                     |

#### Recopilatorios deThe Jazz Crusaders
| Año  | Título                                   | Discográfica  | Referencia original |
| ---- | ---------------------------------------- | ------------- | ------------------- |
| 1969 | The Best Of The Jazz Crusaders           | World Pacific | ST-20175            |
| 1973 | Tough Talk                               | Blue Note     | BN-LA170-G2         |
| 1975 | The Young Rabbits                        | Blue Note     | BN-LA530-H2         |
| 1980 | Live Sides                               | Blue Note     | LT-1046             |
| 1993 | The Best Of                              | Pacific Jazz  | CDP 077778928324    |
| 2005 | The Pacific Jazz Quintet Studio Sessions | Mosaic        | MD6-230             |

#### Recopilatorios deThe Crusaders
| Año  | Título                     | Discográfica     | REferencia original         |
| ---- | -------------------------- | ---------------- | --------------------------- |
| 1973 | At Their Best              | Motown           | M-796V1                     |
| 1976 | The Best Of The Crusaders  | ABC - Blue Thumb | BTSY-6027                   |
| 1987 | The Vocal Album            | MCA              | 42057                       |
| 1988 | Sample A Decade            | Connoisseur      | VSOP-LP131 (UK)             |
| 1990 | 16 Original World Hits     | MCA              | 2292-56787-2 LZ (Germany)   |
| 1992 | The Golden Years           | GRP              | GRD-3-5007                  |
| 1994 | Best Of Best               | MCA              | MVCZ-15020 (Japan)          |
| 1994 | And Beyond...              | Music Collection | MCCD-163 (UK)               |
| 1994 | Best                       | Pickwick         | PWKS-4231 (UK)              |
| 1995 | The Ultimate Compilation   | Nectar           | NTRCD035 (UK)               |
| 1995 | The Greatest Crusade       | Calibre          | CLBCD-5501 (UK)             |
| 1995 | The Ultimate               | Castle           | CCS-CD-420 (UK)             |
| 1995 | Soul Shadows               | Connoisseur      | VSOP-CD-212 (UK)            |
| 1996 | The Best Of The Crusaders  | MCA              | MCBD-19528 (UK)             |
| 1996 | Way Back Home              | Blue Thumb       | BTD-4-700                   |
| 1998 | Priceless Jazz Collection  | GRP              | GRD-9892                    |
| 2000 | The Crusaders' Finest Hour | Verve            | 543762-2 (Alemania)         |
| 2003 | Groove Crusade             | Blue Thumb       | 0731458994428 (Reino Unido) |
| 2007 | Gold                       | Hip-O / Verve    | B0008268-02                 |

### Singles

#### Singles deThe Nite Hawks
| Año  | Título                    | Álbum de origen         | Discográfica | Referencia original |
| ---- | ------------------------- | ----------------------- | ------------ | ------------------- |
| 1959 | Chicken Grabber / Big Top | (editado sólo en 45rpm) | Del-Fi       | 4122                |

#### Singles deThe Night Hawks
| Año  | Título                      | Álbum de origen         | Discográfica | Referencia original |
| ---- | --------------------------- | ----------------------- | ------------ | ------------------- |
| 1961 | Bunny Ride / Sweetie Lester | (editado sólo en 45rpm) | Pacific Jazz | X-352               |

#### Singles deThe Jazz Crusaders
| Año  | Título                                | Álbum de origen      | Discográfica      | Referencia |
| ---- | ------------------------------------- | -------------------- | ----------------- | ---------- |
| 1962 | Tonight / Sinnin' Sam                 | Lookin' Ahead        | Pacific Jazz      | X-340      |
| 1962 | The Young Rabbits / Song Of India     | Lookin' Ahead        | Pacific Jazz      | X-342      |
| 1962 | Congolese Sermon / Weather Beat       | (only on 45)         | Pacific Jazz      | X-357      |
| 1963 | No Name Samba / Tough Talk            | Tough Talk           | World Pacific     | X-371      |
| 1963 | Turkish Black / Boopie                | Tough Talk           | World Pacific     | X-388      |
| 1963 | Spanish Castles / Bluesette           | Jazz Waltz           | World Pacific     | 406        |
| 1964 | Heat Wave / On Broadway               | Heat Wave            | World Pacific     | 401        |
| 1964 | I Remember Tomorrow / Long John       | Stretchin' Out       | World Pacific     | 412        |
| 1965 | Tough Talk / The Thing                | The Thing            | World Pacific     | 77800      |
| 1965 | Aqua Dulce / Soul Bourgeoisie         | Chile Con Soul       | World Pacific     | 77806      |
| 1966 | Scratch / Uptight                     | Talk That Talk       | Pacific Jazz      | 88125      |
| 1968 | Ooga-Boo-Ga-Loo / Eleanor Rigby       | Lighthouse '68       | Pacific Jazz      | 88144      |
| 1968 | Hey Jude / Love And Peace             | Powerhouse           | Pacific Jazz      | 88146      |
| 1969 | Get Back / Willie And Laura Mae Jones | Lighthouse '69       | Word Pacific Jazz | 88153      |
| 1970 | Way Back Home / Jackson               | Old Socks, New Shoes | Chisa             | C-8010     |

#### Singles deThe Crusaders
| Año  | Título                                              | Álbum de origen          | Discográfica   | Referencia original |
| ---- | --------------------------------------------------- | ------------------------ | -------------- | ------------------- |
| 1971 | Pass The Plate / Greasy Spoon                       | Pass The Plate           | Chisa          | C-8013              |
| 1972 | Spanish Harlem / Papa Hooper's Barrelhouse Groove   | Hollywood                | MoWest         | MW-5025F            |
| 1972 | Mosadi / Put It Where You Want It                   | 1                        | Blue Thumb     | BTA-208             |
| 1972 | So Far Away / That's How I Feel                     | 1                        | Blue Thumb     | BTA-217             |
| 1973 | Don't Let It Get You Down / Journey From Within     | Second Crusade           | Blue Thumb     | BTA-225             |
| 1973 | That's How I Feel / Take It Or Leave It             | 1                        | Blue Thumb     | BTA-232             |
| 1974 | Lay It On The Line / Let's Boogie                   | Unsung Heroes            | Blue Thumb     | BTA-245             |
| 1974 | Scratch / Way Back Home                             | Scratch                  | Blue Thumb     | BTA-249             |
| 1974 | Stomp And Buck Dance / A Ballad For Joe (Louis)     | Southern Comfort         | ABC Blue Thumb | BTA-261             |
| 1975 | Creole                                              | Chain Reaction           | ABC Blue Thumb | BTA-267             |
| 1976 | Keep That Same Old Feeling / Til' The Sun Shines    | Those Southern Knights   | ABC Blue Thumb | BTA-269             |
| 1976 | And Then There Was The Blues / Feeling Funky        | Those Southern Knights   | ABC Blue Thumb | BTA-270             |
| 1977 | Feel It / The Way We Was                            | Free As The Wind         | ABC Blue Thumb | BT-272              |
| 1977 | Free As The Wind                                    | Free As The Wind         | ABC Blue Thumb | BTA-273             |
| 1978 | Covert Action / Bajou Bottoms                       | Images                   | ABC Blue Thumb | BT-278              |
| 1979 | Street Life / The Hustler                           | Street Life              | MCA            | 41052               |
| 1980 | Soul Shadows / Sweet Gentle Love                    | Rhapsody & Blues         | MCA            | 41295               |
| 1981 | I'm So Glad I'm Standing Here Today / Standing Tall | Standing Tall            | MCA            | 51177               |
| 1981 | This Old World's Too Funky For Me / Standing Tall   | Standing Tall            | MCA            | 51222               |
| 1984 | New Moves / Dead End                                | Ghetto Blaster           | MCA            | 52365               |
| 1984 | Night Ladies / Megastreet                           | Ghetto Blaster           | MCA            | MS 259575-0         |
| 1986 | The Way It Goes / Good Times                        | The Good And Bad Times   | MCA            | 52966               |
| 1988 | A.C. (Alternating Currents) / Mullholland Nights    | Life In The Modern World | MCA            | 53330               |

### Textos
- Stewart, Zan (2000): Crusaders, Verve
- Allmusic.com: Biografía y discografía (enlace roto disponible en Internet Archive; véase el historial, la primera versión y la última).